# 温济泽
温济泽（1914年—1999年），男，原籍广东梅县，生于江苏淮阴，中国新闻工作者、新闻教育家。